# Llanos Monreal
Llanos Monreal Montoya (Albacete, 12 de septiembre de 1954) es una cantante e instrumentista española, especializada en música tradicional, miembro de Nuevo Mester de Juglaría.

## Trayectoria
Nació en Albacete, ciudad a la que sigue vinculada, el 12 de septiembre de 1954. Hija de médico, fue la tercera de nueve hermanos. Estudió el bachillerato en el colegio de las Dominicas de dicha ciudad. Más tarde se trasladó a Madrid para hacer el preuniversitario donde se licenció en Historia por la Universidad Complutense.
Se inició en la música con la Coral Universitaria Virgen de Loreto, en la que permaneció varios años. Al producirse una baja en el Nuevo Mester de Juglaría, que había iniciado sus actuaciones en 1969, se incorporó a él a principios del año 1973,
Su primera actuación pública con el Mester fue en el programa Estudio Abierto, que dirigía y presentaba José María Íñigo en la segunda cadena de Televisión Española. En ese mismo año grabó el segundo álbum del grupo, Romances y Canciones Populares. Volumen 2.
En 1978 se casó con Fernando Ortiz, también miembro del Mester, pasando a residir en Segovia desde entonces, donde continuó con su formación musical estudiando canto en el conservatorio de esa ciudad. 
Dentro del Mester es vocalista, percusionista y toca la guitarra en algunos temas, ocupándose además de organizar los ensayos. Además de ello forma parte del grupo Audite, especializado en música religiosa y fue profesora en el Colegio Claret de Segovia.
Tiene dos hijos, Cristina y Fernando, también vinculados al mundo de la música, forman parte del grupo Free Folk y colaboran en algunas actuaciones del Mester.
En 2007, junto a Fernando Ortiz, grabó el disco Romances castellanos de la Pasión, con temas procedentes de la tradición oral relativos a la Semana Santa y promovido por la Junta de Cofradías de la Semana Santa de Segovia. A partir de ahí, la pareja empezó a organizar conciertos con claro carácter didáctico de temas romancísticos y bajo el nombre de Talandán, un ciclo romancístico sobre la Navidad.
En 2015 fue elegida pregonera de las Águedas de Zamarramala.
En 2019 Segovia la nombró hija adoptiva, a la vez que a cuatro de sus compañeros de grupo hijos predilectos por ser «el alma de Segovia y el alma de Castilla».
En 2023 se presentó el libro El Mester de nuestra vida, cuyos autores son Esther Maganto y Enrique del Barrio,  en el que se recoge la trayectoria del grupo y se incluyen numerosos documentos originales.